# 폭풍의 질주
《폭풍의 질주》(영어: Days of Thunder)는 미국에서 제작된 토니 스콧 감독의 1990년 스포츠 액션 드라마 영화이다. 톰 크루즈, 로버트 듀발, 니콜 키드먼 등이 출연하였고, 제리 브룩하이머 등이 제작에 참여하였다.

## 출연진
- 톰 크루즈 - 콜 트리클 역
- 로버트 듀발 - 해리 호그 역
- 랜디 퀘이드 - 팀 데일런드 역
- 니콜 키드먼 - 클레어 루이키 의사 역
- 마이클 루커 - 라우디 번스 역
- 존 C. 라일리 - 벅 브레더턴 역
- 케리 엘위스 - 러스 휠러 역
- 프레드 톰프슨 - 빅 존 역
- 캐럴라인 윌리엄스 - 제니 번스 역
- 닉 서시 - 고속도로 순찰 경관 역
- 리처드 페티 - 본인 역
- 러스티 월리스 - 본인 역
- 닐 보넷 - 본인 역
- 해리 P. 갠트 - 본인 역
- 크리스 엘리스 - 할럼 후거하이드 역
- 마고 마틴데일 - 도나 역: 해리의 시간 기록원.
- 돈 심프슨 - 알도 베네데티 역

## 기타 제작진
- 배역: 데이비드 루빈
- 미술: 벤저민 퍼낸데즈, 토머스 E. 샌더스
- 의상: 수전 베커

## 우리말 녹음
| KBS 성우진 (1996년 12월 24일) - 장세준 - 콜(톰 크루즈) - 이완호 - 해리(로버트 듀발) - 정미숙 - 클레어(니콜 키드먼) - 김준 - 라우디(마이클 루커) - 유동현 - 벅(존 C. 라일리) / 참가 선수(리처드 페티) - 노민 - 팀(랜디 퀘이드) / 의사(제리 몰런) - 문영래 - 회장(프레드 톰프슨) / 참가 선수(닐 보넷) - 윤병화 - 회장의 비서(크리스 엘리스)/ 휠러 팀의 감독(짐 그림쇼) / 참가 선수(해리 P. 갠트) - 홍성헌 - 러스 휠러(케리 엘위스) / 기자(마이클 웨인 토머스) - 김수중 - 경기 중계 해설(대니얼 D. 그린우드) - 김순영 - 제니(캐럴라인 윌리엄스) / 간호사 - 오인성 - 참가 선수(러스티 월리스) | MBC 성우진 (2001년 6월 9일) - 김영선 - 콜(톰 크루즈) - 송도영 - 클레어(니콜 키드먼) - 김용식 - 해리(로버트 듀발) - 이성 - 황윤걸 - 박지훈 - 이철용 - 송준석 - 이상범 - 한수림 - 고성일 - 김지영 - 채의진 - 최한 - 표영재 |  |